# Afrocarpus falcatus
Afrocarpus falcatus, comúnmente conocido como  palo amarillo hojas de hoz (Sickle-leaved Yellowwood); syn. Podocarpus falcatus, es una especie de Afrocarpus, nativo de los bosques de montaña de Sudáfrica, desde el distrito de  Swellendam de la Provincia Occidental del Cabo hasta Provincia de Limpopo, y hasta el sur de Mozambique.

## Descripción
Es un árbol de talla media a grande, generalmente de 10-25 m de altura, pero raramente crece hasta 60 m, con la corteza rugosa y escamosa. Las hojas están dispuestas en espiral, lanceoladas o falcadas (forma de hoz), 2-4 cm de largo y 2-4 mm de ancho. Los conos están bastante modificados, con una gran semilla con una cubierta carnosa y sostenida por un corto pedúnculo. La semilla madura es amarilla, y es dispersada por aves y monos los cuales comen la cubierta carnosa, un paso necesario para el crecimiento ya que la carne contiene un inhibidor de germinación. Los conos del  polen se producen en racimos en tallos cortos.

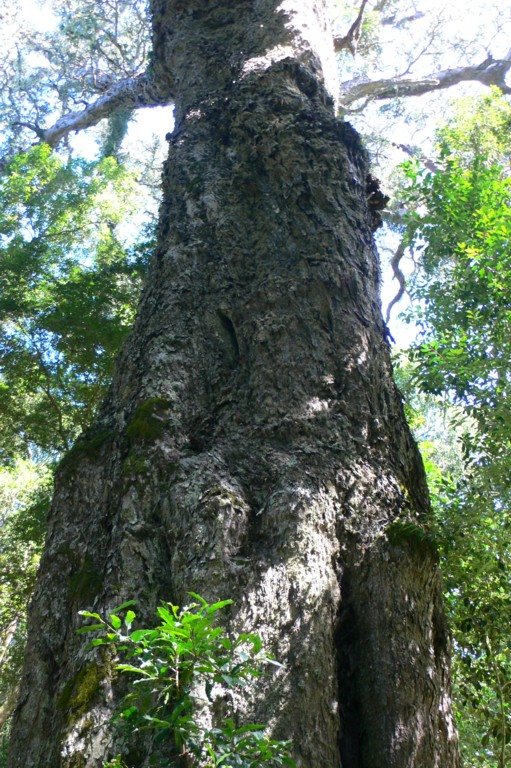
El Gran Árbol, un gran espécimen en la Reserva Natural de Vida Silvestre.

## Usos
La semilla es comestible, pero resinosa. La corteza y las semillas se han utilizado en la medicina tradicional africana. 
El árbol se cultiva como ornamental y cortavientos, y para evitar la erosión.

## Taxonomía
Afrocarpus falcatus fue descrita por (Thunb.) C.N.Page y publicado en Notes from the Royal Botanic Garden, Edinburgh 45: 383. 1988.
Sinonimia
- Afrocarpus gaussenii (Woltz) C.N.Page
- Decussocarpus falcatus (Thunb.) de Laub.
- Nageia falcata (Thunb.) Carrière
- Nageia falcata var. gaussenii (Woltz) Silba
- Nageia meyeriana (Endl.) Kuntze
- Podocarpus falcatus (Thunb.) Endl.
- Podocarpus falcatus (Thunb.) R. Br. ex Mirb.
- Podocarpus gaussenii Woltz
- Podocarpus gracillimus Stapf
- Podocarpus meyerianus Endl.
- Taxus falcata Thunb.[3][4]